# Fantomas se déchaîne
Pour les articles homonymes, voir Fantômas (homonymie).
Série Trilogie Fantomas
Fantomas
(1964) Fantomas contre Scotland Yard
(1967)
Pour plus de détails, voir Fiche technique et Distribution.
Fantomas se déchaîne est une comédie d'aventure franco-italienne d'André Hunebelle, sortie en 1965.
C'est le deuxième volet de la trilogie d'André Hunebelle consacrée aux personnages créés par Pierre Souvestre et Marcel Allain, entre Fantomas, sorti en 1964, et Fantomas contre Scotland Yard, sorti en 1967.

## Synopsis

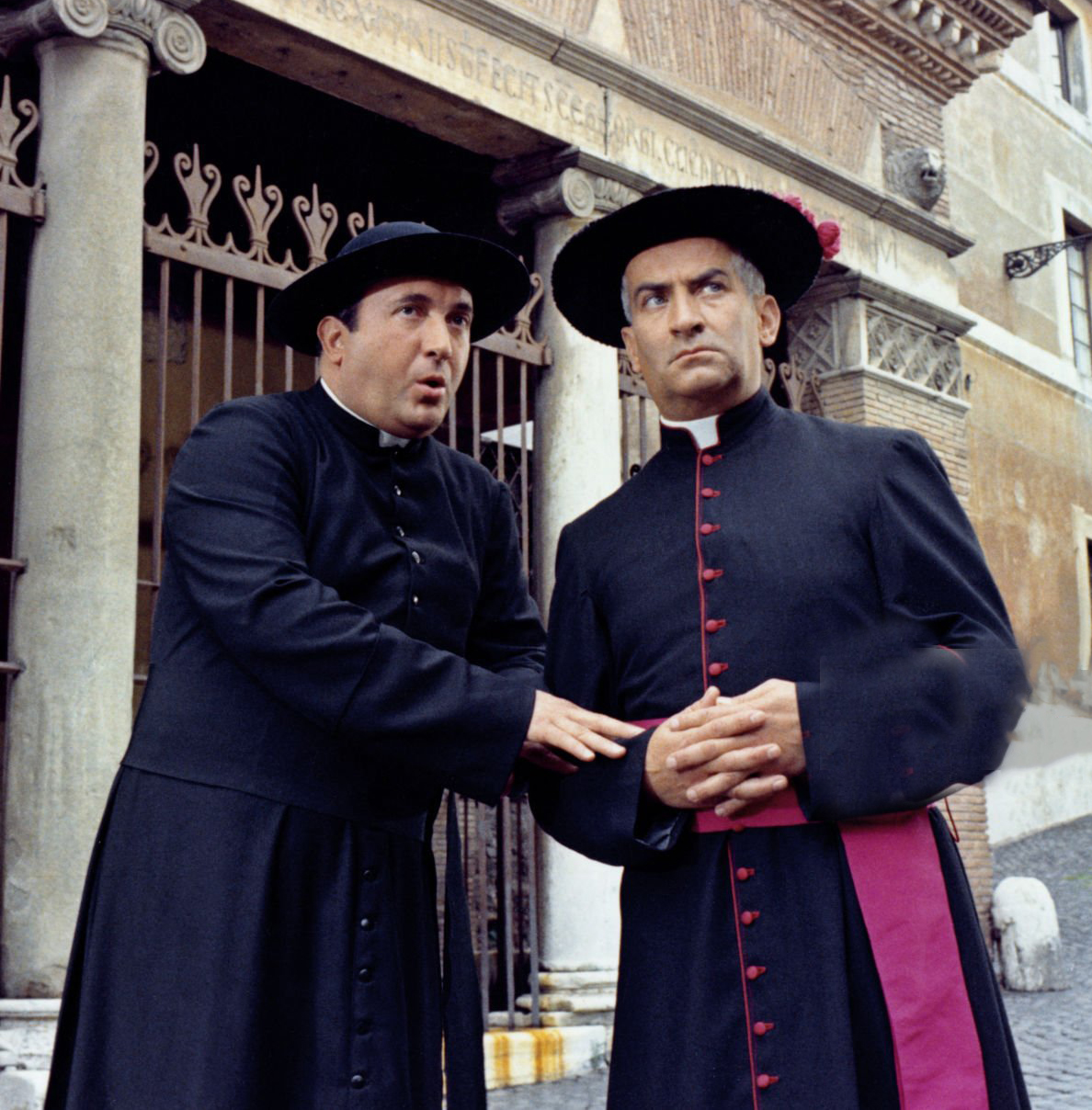
En 1964, Jacques Dynam et Louis de Funès en Italie, déguisés en ecclésiastiques lors du tournage de Fantomas se déchaîne.

Une année après avoir poursuivi sans relâche Fantômas, le commissaire Juve est décoré de la Légion d'honneur. Il est persuadé que le criminel a définitivement disparu. Surprise : après avoir envoyé au policier un message de félicitations, Fantômas enlève le professeur Marchand. Revendiquant publiquement le rapt, il annonce en outre son intention de dominer la planète grâce à un rayon télépathique qui permet de contrôler la pensée humaine, auquel travaille le savant. Pour que sa tentative aboutisse, Fantômas doit également s'emparer du professeur Lefebvre, collègue de Marchand. En effet, les expériences du professeur Marchand ne pourront aboutir sans le résultat des expériences en cours du professeur Lefebvre.
Fandor, déguisé en professeur Lefebvre, se rend au domicile de ce dernier, qui tout d'abord ne réalise pas la supercherie. Il lui propose d'aller à Rome, où doit se tenir un important congrès scientifique. Le journaliste, toujours déguisé en Lefebvre, sa fiancée Hélène et Michou, le jeune frère de cette dernière tout juste renvoyé de son pensionnat pour mauvaise conduite, prennent un train de nuit pour l'Italie. Ils sont escortés par Juve et par ses subordonnés. Le commissaire espère piéger Fantômas qui tentera certainement d'enlever le professeur Lefebvre. Le criminel rejoint le congrès sous le masque du savant. La confusion est d'autant plus totale que le vrai professeur Lefebvre, irrité par une interview balbutiante donnée en son nom par Fandor, arrive lui aussi au congrès. Fantômas enlève le vrai Lefebvre, Hélène et Michou, puis s'enfuit. Arrêté par la police italienne, Juve est interné dans un asile psychiatrique.
Fantômas garde Michou prisonnier et relâche Hélène. Il l'invite à un bal masqué en lui envoyant une robe somptueuse et un bijou. Ne pouvant résister à la tentation, la jeune femme s'y rend, suivie discrètement par Fandor. Le commissaire Juve, que les policiers italiens ont rapidement relâché, se glisse parmi les invités. Accompagné de ses hommes et d'Interpol, il croit tenir enfin l'occasion d'arrêter le malfaiteur. Celui-ci leur a tendu un nouveau piège. Après avoir neutralisé les policiers, il capture Juve et ses amis. Gazés, les prisonniers se réveillent dans une luxueuse demeure souterraine. Là, Fantômas a le projet de pratiquer sur Fandor, Juve et son adjoint Bertrand une expérience potentiellement fatale, visant à faire vivre leur tête à part de leurs corps. Il propose à Hélène d'y mettre fin si elle accepte de devenir sa compagne. Juve neutralise les sbires de Fantômas grâce à des gadgets. Les scientifiques retenus par le malfaiteur, dont les professeurs Marchand et Lefebvre, libèrent les captifs. Ils menacent Fantômas du rayon télépathique avec lequel il voulait contrôler toute l'humanité. Le dispositif n'est efficace qu'à une portée de 14,50 mètres. Fantômas provoque une diversion puis s'échappe dans sa DS. Juve et Fandor le poursuivent à bord d'un véhicule qu'ils ont dérobé à des touristes étrangers. Arrivé sur la piste d'un aéroport, Fantômas s'envole dans sa voiture, transformée en avion grâce à des ailes escamotables. Le commissaire et le journaliste le pourchassent dans les airs, à bord d'un appareil qu'ils ont réquisitionné. Impatient d'attraper Fantômas grâce au rayon télépathique, Juve ne prend pas la précaution d'enfiler un parachute. Il tombe dans le vide. Fandor se jette à son secours et parvient à le sauver. Fantômas leur échappe une fois de plus.

## Fiche technique
Sauf indication contraire, les informations mentionnées dans cette section peuvent être confirmées par les bases de données cinématographiques  présentes dans la section « Liens externes ».
- Titre : Fantomas se déchaîne
- Réalisation : André Hunebelle
  - Seconde équipe : Jacques Besnard

Affiche japonaise du film.

  - Assistants : Jean-Pierre Desagnat et Michel Lang
- Scénario : Jean Halain et Pierre Foucaud, d'après les personnages des romans de Pierre Souvestre et Marcel Allain
- Musique : Michel Magne
- Décors : Max Douy
- Costumes : Mireille Leydet
  - Création de la robe « Mille et une nuits » pour Mylène Demongeot : Jacques Heim
- Photographie : Raymond Lemoigne
  - Opérateur parachute : Jean-Jacques Dubourg[1]
- Son : René-Christian Forget
- Montage : Jean Feyte
- Coordination des combats et des cascades : Claude Carliez
- Production : Paul Cadéac, Alain Poiré, André Hunebelle
- Sociétés de production : Gaumont, Production artistique et cinématographique, Victory Films, Story Films (France) ;  Da. Ma. Produzione (Italie)
- Société de distribution : Gaumont (France)
- Studios : Paris-Studios-Cinéma (Studios de Billancourt)
- Budget : 5,5 millions de francs[2] (soit environ 8,7 millions d'euros en 2024[3])
- Pays de production :  France /  Italie
- Langues originales : français et italien
- Format : couleur (Eastmancolor) - 2,35:1 (Franscope) - 35 mm - son mono
- Genre : comédie policière, aventures, action
- Durée : 99 minutes
- Dates de sortie :
  - France : 8 décembre 1965
- Affiche : Jouineau Bourduge (France)

## Distribution
Sauf indication contraire, les informations mentionnées dans cette section peuvent être confirmées par les bases de données cinématographiques  présentes dans la section « Liens externes ».
- Jean Marais : Fantômas / le journaliste Jérôme Fandor / le professeur Lefebvre / marquis de Rostelli
  - Raymond Pellegrin : Fantômas (voix)
  - Georges Chamarat : le professeur Lefebvre (voix)
- Louis de Funès : le commissaire Paul Juve
- Mylène Demongeot : Hélène Gurn
- Jacques Dynam : l'inspecteur Michel Bertrand
- Christian Toma : l'inspecteur Pierre
- Michel Duplaix : l'inspecteur Léon
- Pietro Tordi (VF : Edmond Bernard) : le président de l'assemblée
- Robert Dalban : le rédacteur du journal Le Point du jour
- Henri Attal : un homme de main de Fantômas
- Antoine Baud : un homme de main de Fantômas
- Florence Blot : la dame qui attend devant les toilettes du train
- André Cagnard : un homme de main de Fantômas
- Yvan Chiffre : un homme de main de Fantômas
- Albert Dagnant : le professeur Marchand
- Arturo Dominici : le professeur canadien
- Mino Doro (VF : Aram Stephan) : le professeur suisse
- Olivier de Funès : Michel Gurn, dit Michou
- Robert Le Béal : le ministre
- Jacques Marin : l'agent de police ferroviaire
- Jean Michaud : le directeur de la clinique psychiatrique
- Gérard Moisan : un homme de main de Fantômas
- Max Montavon : le surveillant de l'institut
- Eric Vasberg : un homme de main de Fantômas
- Dominique Zardi : un homme de main de Fantômas

Non crédités
- Nello Appodia : un invité au bal masqué
- Philippe Castelli : un inspecteur
- Adrien Cayla-Legrand : un inspecteur
- Albert Daumergue : le serveur du wagon-restaurant
- Gil Delamare : cascadeur / doublure de Jean Marais
- Jean Gold : un inspecteur
- Edith Ker : une femme au wagon-restaurant
- Silvio Laurenzi : un invité au bal masqué
- Roger Lecuyer : un invité à la remise de la Légion d'honneur
- Bob Lerick : un inspecteur
- Roger Lumont : un inspecteur
- Antoine Marin : un inspecteur
- Bob Morel : un homme de main de Fantômas
- Pierre Palfray : un homme de main de Fantômas
- Raymond Pierson : un homme au wagon-restaurant
- Mario Pisu : un danseur du bal de Fantômas
- Émile Riandreys : un homme au wagon-restaurant
- Jacques Santi : présentateur de télévision
- Henri Violin : cascadeur / doublure de Louis de Funès

Jean Marais incarne Fantômas, lorsqu'il arbore son masque vert bleu. Christian Toma, interprète d'un inspecteur assistant Juve, revêt également le masque de Fantômas dans les scènes où Jean Marais joue Fandor, ou, inversement, tient le rôle de Fandor de dos lorsque Marais est Fantômas ; il apparaît aussi en professeur Lefebvre. Ces interprétations de Fantômas sont liées par la voix de Raymond Pellegrin.

## Production

### Lieux de tournages
- France : 
  - Paris
  - Centrale nucléaire de Chinon à Chinon en Indre-et-Loire[6].
- Italie : 
  - Rome : Gare de Rome-Termini, British School at Rome, Église San Giorgio in Velabro, Villa Miani près de Monte Mario
  - Naples sur le volcan du Vésuve[7].

### Cascades

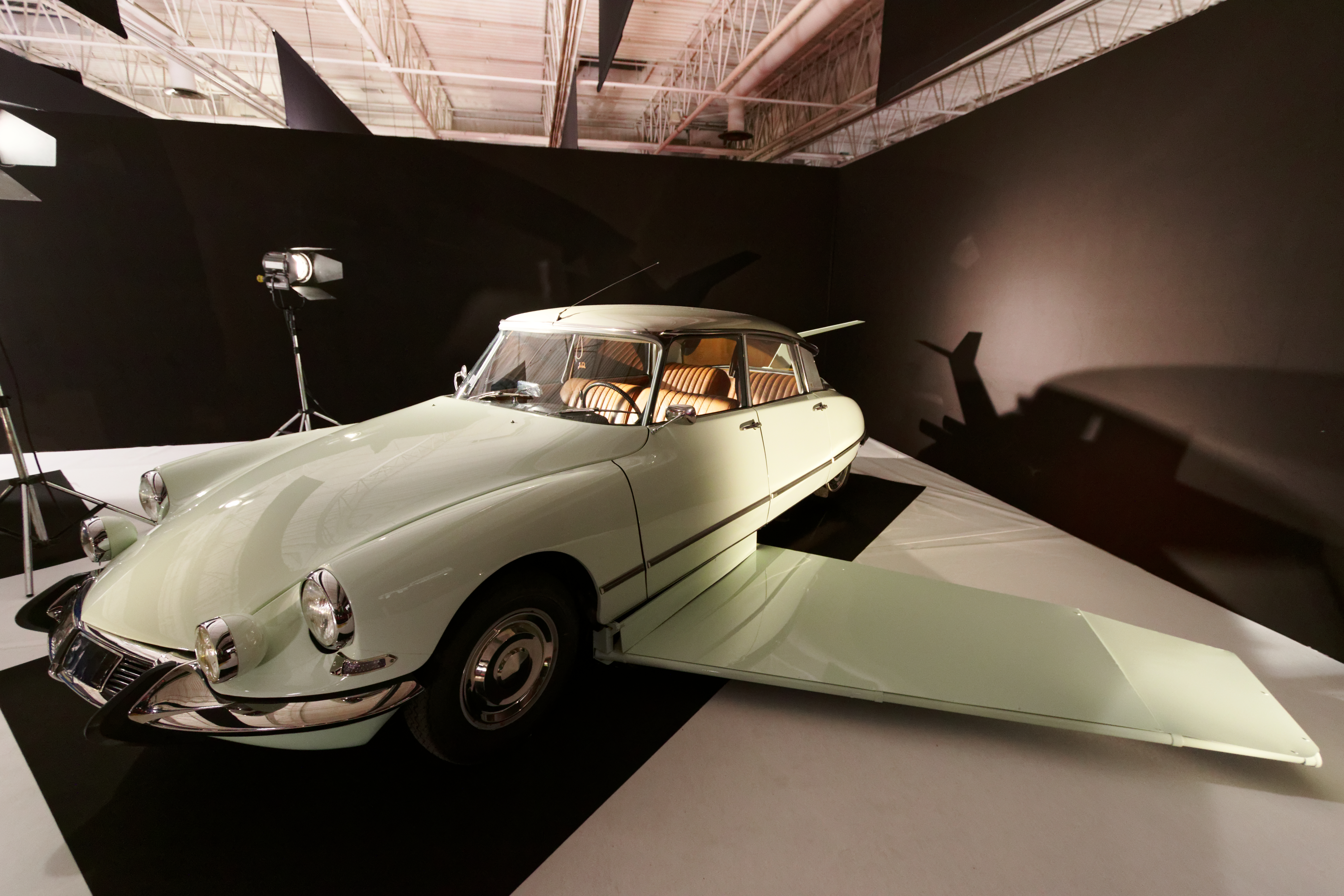
La DS volante de Fantômas utilisée sur le tournage du film, exposée lors de l'édition 2016 du Mondial de l'automobile de Paris.

La scène finale de la chute d'avion de Juve et Fandor nécessite d'importantes cascades aériennes et constitue une prouesse inédite au cinéma, en montrant pour la première fois des images filmées en chute libre, par le « cameraman homme-volant » Jean-Jacques Dubourg,. Les entraînements et le tournage aérien ont eu lieu au-dessus de l'aérodrome de Fayence et de celui du Luc, dans le Var, au départ d'une Alouette III,,,. Jean-Jacques Dubourg porte une caméra fixée sur son casque. Jean Marais, qui réalise d'habitude lui-même ses cascades, accepte d'être exceptionnellement doublé pour cette scène de saut en parachute en chute libre nécessitant trop de technicité. Il se fait doubler par Gil Delamare, un cascadeur hors pair réputé pour sa maîtrise des effets spéciaux, et Louis de Funès par Henri Violin, parachutiste expérimenté, qui prend plaisir à imiter la gestuelle de l'acteur qu'il double,. Néanmoins, pour certains plans, Marais saute lui-même normalement, en parachute ouvert, pour la première fois à l'âge de 53 ans. Environ une cinquantaine de sauts sont nécessaires pour les prises de vues, sur près d'un mois, pour un résultat de deux minutes dans le film fini. La séquence est complétée par des plans des comédiens en transparence avec le paysage varois en arrière-plan (dont le village de Tourrettes).
Gil Delamare collabora, entre autres, aux films Le Jour le plus long, La Grande Vadrouille et L'Homme de Rio. Il mourut en 1966, lors d'une cascade consistant à faire un tête-à-queue pour Le Saint prend l'affût, film réalisé par Christian-Jaque, où jouait également Jean Marais. Rémy Julienne, engagé par Delamare lors du premier Fantomas pour réaliser des acrobaties en moto, accepta de reprendre tous les contrats signés par le défunt.
La descente  des lacets du Vésuve par la DS Citroën blanche de Fantômas est périlleuse pour le cascadeur et accélérée au montage pour la rendre plus spectaculaire.
Pour les trois volets, les bagarres et autres scènes d'action sont réglées par Claude Carliez, qui travaillera souvent aux côtés de Jean-Paul Belmondo et participera même à quelques James Bond dans les années 1980. Il sera responsable de cascades et de combats pour les films La Grande Vadrouille, Peur sur la ville, Le Coup du parapluie, Le Capitan et Moonraker.

## Autour du film
- Avant Fantomas se déchaîne, deux autres titres ont été envisagés : La Vengeance de Fantomas et Fantomas revient.
- Louis de Funès ne devait pas jouer dans le deuxième Fantomas. En effet, la suite écrite pendant le tournage du premier film ne comportait plus le personnage du commissaire Juve. Entre-temps, Louis de Funès était devenu une vedette grâce aux films Le Corniaud (11 millions d'entrées), Le Gendarme de Saint-Tropez (7 millions d'entrées) et Fantomas (4,5 millions d'entrées). André Hunebelle et Jean Halain décidèrent donc de le réintroduire dans le scénario.
- L'ensemble des personnages principaux présents dans le premier volet de la trilogie revient dans ce deuxième film, à l'exception de Lady Beltham, la fiancée de Fantômas. Son sort est inconnu : Fantômas évoque simplement sa "disparition" devant Hélène.
- Pendant le tournage, De Funès reçut, à l'occasion de son cinquante-et-unième anniversaire, une panoplie complète d'agent secret.
- C'est la première centrale nucléaire française, Chinon A1, mise en service en 1963 et qui produira de l'électricité jusqu'en 1973, qui sert de décor aux scènes initiales du film. Ce site, surnommé la Boule à cause du réacteur et des échangeurs installés dans un bâtiment sphérique en acier de 55 mètres de diamètre, abrite le musée de l'atome depuis 1986. D'autres séquences du film ont également été tournées à Chinon, notamment celle où Fantômas inspecte une armée de laborantins affairés dans son repaire.
- Les scènes d'éruptions volcaniques du Vésuve, lieu du repaire de Fantômas, sont extraites du film documentaire Les Rendez-vous du diable d'Haroun Tazieff.
- Olivier de Funès, fils de Louis, apparaît pour la première fois à l'écran. Il jouera au total six fois aux côtés de son père, avant de devenir pilote de ligne.
- La couverture du premier album du groupe Fantômas représente l'affiche espagnole du film : Fantômas Amenaza Al Mundo (« Fantômas menace le monde »). Bien que le titre officiel de l'album soit Fantômas, beaucoup appellent cet album Amenaza Al Mundo.
- C'est l'un des rares films où le personnage interprété par Louis de Funès tue d'autres personnages.
- Si la trilogie Fantomas a été inspirée de l'univers de James Bond, l'inverse est vrai quant aux gadgets. En effet, certains d'entre eux, inventés pour Fantomas se déchaîne, sont apparus plusieurs années après dans des films de James Bond, tels le cigare piégé (devenu une cigarette lance-fléchette) et le repaire du malfaiteur construit dans un volcan, repris en 1967 dans On ne vit que deux fois, ou la voiture volante, introduite en 1974 dans L'Homme au pistolet d'or.
- Max Douy, créateur de l'extravagant repaire de Fantômas, sera en 1979 le décorateur de Moonraker, onzième opus de la série des films de James Bond.
- Le film rassemble 44,7 millions de spectateurs en Union soviétique[11].